# 아미르타이오스
아미르타이오스(영어: Amyrtaeus) 또는 아메니르디소(영어: Amenirdisu)는 이집트 제28왕조 사이스의 유일한 왕이었다. 이집트 제26왕조의 왕족과 관련이 있는 것으로 보인다. 이집트 제27왕조에서 제1차 페르시아의 점령 시에 끝났으며, 기원전 404년부터 기원전 399년까지 5년만 통치를 했다.
아미르타이오스는 기원전 465년부터 463년까지 리비아의 수장인 이나로스(프삼티크 3세의 손자)와 함께 아르타크세르크세스 1세의 통치기에 페르시아 제국에 반란을 일으켰던 사이스의 아미르타이오스의 손자인 것으로 추정된다. 그는 아람어와 고대 그리스 문헌에 의해 알려졌으며, 데모틱 연대기에서 언급된다. 그는 기념물을 포함해 그 어떤 기록도 남겨기지 않았으며, 그의 이름은 민중문자의 흔적에서만 일부분만 언급되고 있다.